# Нордик (тауншип, Миннесота)
Нордик (англ. Nordick) — тауншип в округе Уилкин, Миннесота, США. На 2000 год его население составило 118 человек.

## География
По данным Бюро переписи населения США площадь тауншипа составляет 93,7 км², из которых 93,7 км² занимает суша, водоёмов нет.

## Демография
По данным переписи населения 2000 года здесь находились 118 человек, 41 домохозяйство и 30 семей. Плотность населения —  1,3 чел./км². На территории тауншипа расположено 48 построек со средней плотностью 0,5 построек на один квадратный километр. Расовый состав населения: 100,00 % белых. Испанцы или латиноамериканцы любой расы составляли 2,54 % от популяции тауншипа.
Из 41 домохозяйств в 43,9 % воспитывались дети до 18 лет, в 70,7 % проживали супружеские пары и в 24,4 % домохозяйств проживали несемейные люди. 24,4 % домохозяйств состояли из одного человека, при том 7,3 % из — одиноких пожилых людей старше 65 лет. Средний размер домохозяйства — 2,88, а семьи — 3,45 человека.
36,4 % населения — младше 18 лет, 4,2 % — в возрасте от 18 до 24 лет, 25,4 % — от 25 до 44, 22,9 % — от 45 до 64, и 11,0 % — старше 65 лет. Средний возраст — 37 лет. На каждые 100 женщин приходилось 110,7 мужчин. На каждые 100 женщин старше 18 приходилось 108,3 мужчин.
Средний годовой доход домохозяйства составлял 37 500 долларов, а средний годовой доход семьи —  45 417 долларов. Средний доход мужчин —  30 833  доллара, в то время как у женщин — 28 750. Доход на душу населения составил 15 608 долларов. За чертой бедности не находились ни одна семья и ни один человек.